# Batracomorphus bifasciatus
Batracomorphus bifasciatus är en insektsart som beskrevs av Rauno E. Linnavuori och Quartau 1975. Batracomorphus bifasciatus ingår i släktet Batracomorphus och familjen dvärgstritar. Inga underarter finns listade i Catalogue of Life.